# Plaesius laevis
Plaesius laevis är en skalbaggsart som beskrevs av Lewis 1879. Plaesius laevis ingår i släktet Plaesius och familjen stumpbaggar. Inga underarter finns listade i Catalogue of Life.